# Garcinia terpnophylla
Garcinia terpnophylla är en tvåhjärtbladig växtart som beskrevs av Thw.. Garcinia terpnophylla ingår i släktet Garcinia och familjen Clusiaceae. Utöver nominatformen finns också underarten G. t. acuminata.